# GLSEN
GLSEN (англ. Gay, Lesbian and Straight Education Network, или Сеть геев, лесбиянок и их гетеросексуальных друзей в образовании) — американская общенациональная организация, состоящая из геев, лесбиянок, бисексуалов, транс-людей и их гетеросексуальных союзников. Организация ставит своей целью прекращение дискриминации, оскорблений, унижений и насилия по признаку сексуальной ориентации или гендерной идентичности в школах, колледжах и университетах системы образования США, повышение терпимости, взаимоуважения и признания.
Организация оказывает помощь и поддержку формированию альянсов геев и гетеросексуалов в школах, колледжах и университетах США, проводит обучение и инструктажи для активистов движения Альянсов, предоставляет им различные печатные материалы научного и публицистического характера. Также GLSEN организует и проводит в США ежегодный общенациональный День молчания и Неделю без оскорблений и предоставляет учителям информацию и ресурсы о том, как оказывать психологическую поддержку ЛГБТ студентам и учащимся. Организация поддерживает и участвует и в других мероприятиях, направленных на повышение терпимости общества, в частности, спонсирует проведение дня памяти трансгендерных людей, недели поддержки ЛГБТ и дня памяти Мартина Лютера Кинга.

## Цели организации
Официальная программа GLSEN определяет цели организации следующим образом:
«Сеть образования для геев, лесбиянок и гетеросексуалов создана для содействия созданию ситуации, в которой каждый член каждого школьного или университетского сообщества, каждый учащийся, студент или преподаватель ценим и уважаем независимо от его/её сексуальной ориентации и/или гендерной идентичности или самовыражения. Мы твёрдо верим в то, что такая атмосфера способствует созданию позитивной самооценки у студентов и учащихся, что является основой для достижения успехов в учёбе и личностном росте. Поскольку гомофобия и гетеросексизм разрушают здоровый моральный климат в школьных и вузовских коллективах, мы работаем для того, чтобы повысить информированность преподавателей, студентов и широкой публики о том, насколько разрушительный эффект эти проявления имеют для психологического здоровья и молодёжи, и взрослых. Мы также считаем, что расизм и сексизм имеют сходные негативные эффекты для морального здоровья учебных заведений, и поддерживаем стремление школ и университетов к избавлению от всех подобных проявлений неравноправия и дискриминации. GLSEN стремится к созданию в школах и университетах такого морального климата, при котором разнообразие людей (расовое, национальное, религиозное, сексуальное или гендерное) приветствуется и уважается за тот вклад, который оно привносит в общую культуру и в создание более яркого, разнообразного и устойчивого общества. Мы приветствуем в качестве членов организации любых людей, разделяющих нашу философию, независимо от их сексуальной ориентации, гендерной идентичности или профессии».   (недоступная ссылка с 11-08-2013 [4229 дней] — история, копия)

## История
Основанная под названием «Независимая сеть школьных учителей-геев и лесбиянок» (GLSTN) в 1990 году, организация начинала свою работу как местная группа волонтёров (добровольцев), состоявшая из примерно 70 преподавателей-геев и лесбиянок. В то время в США существовало только два альянса геев и гетеросексуалов (GSA). Только в одном штате действовал антидискриминационный закон, защищающий студентов-геев, лесбиянок, бисексуалов и транс-людей от дискриминации в учебных заведениях. Широкой публике, так же как и преподавателям и студентам в школах и вузах, было почти ничего не известно о проблемах, с которыми сталкиваются ЛГБТ в школе или университете, об их нуждах и потребностях (в частности, потребности во взаимоуважении, признании, равноправии, в защите от преследований, оскорблений и дискриминации). ЛГБТ молодёжь не имела права голоса не только в своих учебных заведениях, но и во «взрослом», массовом ЛГБТ-движении. Не существовало практически никаких ресурсов и информации для учителей о том, как взаимодействовать с учащимися и студентами, являющимися ЛГБТ, и о том, как оказывать им психологическую поддержку и помощь.
Группы обеспокоенных таким положением дел студентов и преподавателей начали создавать местные отделения GLSTN во всех регионах США, добиваясь на местном (городском) и уровне штатов принятия законов и регулятивных документов и таких изменений общественной атмосферы, которые бы обеспечивали безопасную, дружественную и терпимую атмосферу для школьников старших классов и студентов, которые являются или воспринимаются другими как принадлежащие к ЛГБТ, а также для их друзей и сочувствующих.
В 1995 году GLSTN официально стала общенациональной организацией США и наняла первого освобождённого сотрудника, которым стал основатель и первый исполнительный директор GLSTN Кевин Дженнингс. В 1997 году GLSTN провела свою первую общенациональную конференцию в Солт-Лейк Сити, штат Юта. Место проведения конференции было выбрано специально с целью воспрепятствовать попытке конгресса штата запретить формирование любых студенческих групп в учебных заведениях, направленной в действительности на то, чтобы помешать формированию Альянсов геев и гетеросексуалов в школах и вузах штатов. В том же 1997 году GLSTN изменила название на GLSEN (Gay, Lesbian and Straight Education Network), чтобы отразить изменения в идеологии организации, привлечь новых членов и посодействовать борьбе за то, чтобы школы и вузы стали безопасным и приятным местом для всех студентов, независимо от их сексуальной ориентации и гендерной идентичности.
В настоящее время в состав GLSEN входят более чем 3000 местных GSA, созданию и регистрации которых GLSEN помогала. Организация имеет федеральный аппарат из более чем 30 освобождённых сотрудников, Совет управляющих из 20 членов и 2 специальных консультативных совета. Организация успешно провела более 8 общенациональных конференций по проблемам ЛГБТ, собирая вместе студентов и студенческих лидеров, преподавателей, руководителей местных отделений GLSEN и ЛГБТ-активистов из разных организаций и помогая им находить общий язык. GLSEN также поддерживает и спонсирует проведение Национального дня молчания в США, в котором участвует более 2 миллионов студентов, преподавателей и сотрудников учебных заведений в 3029 школьных и университетских кампусах по всей стране.

## Местные отделения
GLSEN имеет более 40 местных отделений во всех регионах США.